# Márkos Kyprianoú
Marcos Kyprianou, (o Markos Kyprianou, en griego: Μάρκος Κυπριανού) nació el 22 de enero de 1960 en Limassol, Chipre. Es un político chipriota griego.
Abogado graduado por la Universidad de Atenas. Estudia derecho internacional y derecho fiscal en el Trinity College de Cambridge en el Reino Unido. Luego prosigue su formación en la Escuela de derecho de Harvard en Estados Unidos en derecho de las sociedades y en fiscalidad.
De 1985 a 2003, trabajó en gabinetes de abogados chipriotas.

## Carrera política
Comenzó a consagrarse en la vida política local, al ser elegido concejal en Nicosia y miembro de la dirección del Partido Demócrata, llegando posteriormente a diputado.
- 1986-1991: concejal de Nicosia
- 1991-2003: diputado por la circunscripción de Nicosia
- 1999-2003: Presidente de la comisión parlamentaria de los asuntos financieros y presupuestarios

Del 1 de marzo de 2003 al 30 de abril de 2004 fue Ministro de Finanzas.

### Comisario europeo
Con la entrada de Chipre en la Unión Europea el 1 de mayo de 2004, se convirtió en el primer comisario europeo chipriota. Primero se integró en la Comisión Prodi, y a partir de noviembre del mismo año en la Comisión Barroso, donde fue el responsable de Sanidad y Protección de los Consumidores hasta 2007, cuando la representante de la recién incorporada Bulgaria a la UE, Meglena Kuneva, se hizo cargo de la Protección de los Consumidores, quedando así dividida esta Cartera de la Comisión Europea. En 2008, deja el cargo de comisario y es sustituido por Androulla Vassiliou.